# Kwarta (interwał)
Kwarta, to odległość od I do IV stopnia, ma 5 półtonów – interwał prosty zawarty między czterema kolejnymi stopniami skali muzycznej. W szeregu zasadniczym naturalnie występuje kwarta czysta i kwarta zwiększona (tryton). Zastosowanie znaków chromatycznych pozwala zmienić jej wysokość.

## Rodzaje
| Nazwa                                               | Opis | Przykład      |
| --------------------------------------------------- | --- | ------------- |
| Kwarta czysta Posłuchaj: melodycznieⓘ harmonicznieⓘ | Kwarta o rozmiarze pięciu półtonów. Występuje naturalnie w szeregu zasadniczym (c-f, d-g, e-a, g-c¹). Jest konsonansem doskonałym. W przewrocie otrzymuje się kwintę czystą. Oznaczenie: 4. | Kwarta czysta |

### Interwały pochodne
| [1] 4>>>>       |
| --------------- |
| [2] 1           |
| [3] 5<<<<       |
| [4] 2>          |
| [5] cisis-feses |

| [1] 4>>>      |
| ------------- |
| [2] 2         |
| [3] 5<<<      |
| [4] 2         |
| [5] cis-feses |

| [1] 4>>     |
| ----------- |
| [2] 3       |
| [3] 5<<     |
| [4] 3>      |
| [5] c-feses |

| [1] 4>    |
| --------- |
| [2] 4     |
| [3] 5<    |
| [4] 3     |
| [5] c-fes |

| [1] 4<         |
| -------------- |
| [2] 6          |
| [3] 5>         |
| [4] [B] tryton |
| [5] c-fis      |

| [1] 4<<     |
| ----------- |
| [2] 7       |
| [3] 5>>     |
| [4] 5       |
| [5] c-fisis |

| [1] 4<<<      |
| ------------- |
| [2] 8         |
| [3] 5>>>      |
| [4] 6>        |
| [5] ces-fisis |

| [1] 4<<<<       |
| --------------- |
| [2] 9           |
| [3] 5>>>>       |
| [4] 6           |
| [5] ceses-fisis |

Objaśnienia do tabeli:

[1] – oznaczenie interwału

[2] – rozmiar interwału w półtonach

[3] – przewrót interwału

[4] – najprostszy interwał o takim samym brzmieniu

[5] – przykład

[B] – tryton to (sprowadzając do najprostszego interwału) kwarta zwiększona lub kwinta zmniejszona